# Joe Messina
Joe Messina (* 13. Dezember 1928 in Detroit; † 4. April 2022) war ein US-amerikanischer Jazzgitarrist, der sich vor allem als Sessionmusiker – als Teil der The Funk Brothers – für die Studioproduktion von Motown in den 1960er-Jahren hervortat.

## Leben und Wirken
Joe Messina wurde als Sohn von Mary und Jasper Messina in Detroit geboren; er besuchte die Central High School und studierte Musik an der Cass Tech, der Alma Mater vieler berühmter Jazzmusiker, bevor er das Studium abbrach, um eine professionelle Karriere als Musiker einzuschlagen. Ab den späten 1940er-Jahren spielte er in Detroits Jazzclubs und bekam schließlich einen Job bei der Band in der nächtlichen TV-Show des Komikers Soupy Sales, die landesweit von einem Studio in Detroit ausgestrahlt wurde. Als vom Bebop beeinflusster Musiker war er stolz darauf, unter anderem mit Charlie Parker, Miles Davis, Dizzy Gillespie und Milt Jackson gespielt zu haben.
Zu Beginn der 1960er-Jahre, als sich der Motown-Sound noch in der Entwicklung befand, stellte Berry Gordy, der Gründer und Präsident des Unternehmens, einen Kader qualifizierter Musiker zusammen, Mickey Stevenson, Gordys A&R, empfahl Messina, der sich bald unter Musikern des Studios wie dem Schlagzeuger Benny Benjamin, dem Bassisten James Jamerson, dem Keyboarder Earl Van Dyke, Joe Hunter und Johnny Griffith, dem Vibraphon- und Tamburin-Exponenten Jack Ashford und dem Schlagzeuger Eddie „Bongo“ Brown befand. In den folgenden Jahren hat Messina auf einer Reihe von Motown-Produktionen den Backbeat beigesteuert, dem zweiten und vierten Beat jedes Takts, einen Akkord zu spielen. Diese Downstrokes fügten den Beats, die bereits von der Snare Drum ihr Gewicht und ihre Schärfe von einem Tamburin erhielten, eine gewisse Dicke und einen gewissen Ton hinzu. Das Ergebnis war die Art von Dancefloor-Groove, der bei Martha and the Vandellas’ „Dancing in the Street“, The Miracles’ „Going to a Go-Go“, The Four Tops’ „I Can't Help Myself“ und The Temptations’ „(I Know) I'm Losing You“ oder „Your Precious Love“ von Marvin Gaye und Tammi Terrell zu hören war, die Art von Hits, die Motown eine große internationale Fangemeinde bescheren würden. Laut Richard Williams (The Guardian) war die fast unterschwellige Präsenz des Rhythmusgitarrenspiels von Joe Messina der entscheidender Faktor für die Charakteristik des Motown-Sounds. Die Rolle Messinas und die weiterer Motown-Session-Musiker wurde 2002 mit dem Dokumentarfilm Standing in the Shadows of Motown der breiten Öffentlichkeit offenbart. Laut Tom Lord war Messina 1962/63 außerdem an Aufnahmesessions von George Bohanon (Boss : Bossa Nova) und Charles „Lefty“ Edwards (The Right Side of Lefty Edwards) beteiligt.
Zusammen mit den anderen Funk Brothers gewann Messina 2003 zwei Grammys für den Soundtrack zum Dokumentarfilm „Standing in the Shadows of Motown“. Ein Jahr später verlieh die Recording Academy ihm und den Funks einen Lifetime Achievement Award.
Als Gordy Motown 1972 nach Hollywood verlegte, verließ Messina das Musikgeschäft, um sich auf seine Investition in ein Autowaschgeschäft zu konzentrieren. Erst als der Gitarrist Allan Slutsky im Jahr 2000 begann, sich mit der Idee an die alten Motown-Musiker zu wenden, die schließlich zum Dokumentarfilm wurde, begann er wieder Gitarre zu spielen. Es wurde eine Reunion-Band zusammengestellt, mit der Joe Messina erstmals überhaupt mit dieser Musik auf die Bühne stand und auf Tour ging. Da ihm dieser Konzertbetrieb gar nicht lag, stieg er bald darauf wieder aus.